# Wirtschaft Singapurs
Die Wirtschaft Singapurs ist eine hoch entwickelte Marktwirtschaft.  In den 1960er Jahren nach dem Erreichen der Unabhängigkeit von Großbritannien kam es zu einer schnellen Industrialisierung im Land und die Industrie wurde zum Hauptantreiber der wirtschaftlichen Entwicklung. Viele Produkte werden in Singapur lediglich verarbeitet oder veredelt, zum Beispiel Nahrungsmittel, Erdöl, Kautschuk, Stahl und Maschinen.
Singapur hat nach Schätzung des IWF (2022) das dritthöchste Pro-Kopf-BIP der Welt in Bezug auf die Kaufkraftparität (KKP). Die asiatisch-pazifische wirtschaftliche Zusammenarbeit (APEC) hat ihren Hauptsitz in Singapur. Nach Angaben des Internationalen Währungsfonds lag das Pro-Kopf-BIP (PPP) des Landes bei 101.458 USD (2020). Singapur hat nach Einschätzung von Transparency International von allen Ländern Asiens die niedrigste Korruption. Es rangiert in der Korruptionswahrnehmungsindex weltweit auf dem fünften Platz (Stand:2022).  Singapur lag in der von der Weltbank durchgeführten Ease of Doing Business Survey im Jahr 2018 weltweit auf dem zweiten Platz. Singapur gilt somit als unternehmensfreundlich regulierte Marktwirtschaft. Der Wohnungsmarkt ist hingegen stark reguliert und 79 % der Einwohner Singapurs wohnen im öffentlichen Wohnungsbau des Housing and Development Board. Staatliche Unternehmen spielen neben eine wesentliche Rolle in der Wirtschaft Singapurs. Der Staatsfonds Temasek Holdings hält Mehrheitsbeteiligungen an mehreren der größten Unternehmen des Landes, wie Singapore Airlines, SingTel, ST Engineering und MediaCorp. Die singapurische Wirtschaft ist weltweit ein bedeutender Abflussfinanzierer für ausländische Direktinvestitionen. Singapur hat aufgrund seines äußerst attraktiven Investitionsklimas und eines stabilen politischen Umfelds in den letzten Jahren auch vom Zufluss ausländischer Direktinvestitionen globaler Investoren und Institutionen profitiert.
Exporte, insbesondere in den Bereichen Elektronik, Chemie und Dienstleistungen, sowie Singapurs Position als regionales Zentrum für Vermögensverwaltung. Wasser ist in Singapur knapp, daher wird es als wertvolle Ressource definiert.
Singapur nutzt Agrotechnologieparks in hohem Maße für die landwirtschaftliche Produktion. Humanressourcen sind ein weiteres wichtiges Thema für die Gesundheit der singapurischen Wirtschaft. Die Wirtschaft Singapurs belegte 2014 mit Biopolis den 2. Gesamtrang in der Rangliste von Scientific American Biotechnology.
Singapur stützt sich auf ein erweitertes Konzept des Zwischenhandels, um den Handel zu fördern, indem Rohwaren gekauft und für den Reexport raffiniert werden, beispielsweise in der Waferherstellungsindustrie und in der Ölraffinerie. Singapur hat einen strategischen Hafen, der es wettbewerbsfähiger macht als viele seiner Nachbarn, solche unternehmerischen Aktivitäten durchzuführen. Das Verhältnis von Handel zu BIP in Singapur gehört zu den höchsten der Welt und lag zwischen 2008 und 2011 im Durchschnitt bei rund 400 %. Der Hafen von Singapur ist nach Frachttonnage der zweitgrößte der Welt.

## Finanzwirtschaft

### Banken & Währungssystem
Die Monetary Authority of Singapore (MAS) fungiert als Zentralbank und Finanzaufsichtsbehörde. Singapurs Währung, der Singapur-Dollar (SGD), ist ab 2019 die dreizehnthäufigste gehandelte Währung der Welt und wurde von Ökonomen als die Währung mit dem höchsten Wert im asiatisch-pazifischen Raum angesehen.

### Kapitalmarkt
Der wichtigste Kapitalmarkt ist die Singapore Exchange (SGX). Der Straits Times Index ist der zugehörige Leitindex der Volkswirtschaft.

### Staatsfonds
Singapur ist bekannt für seine beiden Staatsfonds, die immer wieder als Vorbild für andere staatlichen Investitionsmodelle genannt werden: Temasek Holdings und die Government of Singapore Investment Corporation (GIC).